# Campyloneurus nigriventris
Campyloneurus nigriventris (лат.) — вид паразитических наездников рода Campyloneurus из семейства Braconidae.

## Распространение
Китай (Yunnan)

## Описание
Мелкие бракониды (длина 8-9 мм). Усики тонкие, нитевидые, состоят из 47 члеников. От близких видов отличается следующими признаками: средняя длина второго тергита метасомы заметно меньше его ширины в основании (средняя длина равна его ширине в основании у сходного вида Campyloneurus latesuturalis); щитик чёрный (у C. latesuturalis красновато-коричневый); четвертый и пятый тергиты метасомы с продольными бороздками (у C. latesuturalis грубо пунктированные); второй тергит метасомы со скульптурным (у C. latesuturalis гладким) срединно-базальным треугольным участком; жилка 3-SR переднего крыла на 0,7 длины жилки SR1 (у C. latesuturalis обе примерно одинаковой длины).
Третий тергит брюшка в задней части с хорошо развитой зазубреной поперечной бороздкой. Усики длиннее переднего крыла; дорсальный клипеальный край килевидный; брюшко гладкой и блестящее. Предположительно эктопаразитоиды личинок жуков.